# 奧努弗里·斯捷潘諾夫
奧努弗里·斯捷潘諾夫（俄语：Онуфрий Степанов，？—1658年6月30日），俄罗斯探险家。

## 生平
斯捷潘诺夫是一个西伯利亚哥萨克。1653年秋天，叶罗费·帕夫洛维奇·哈巴罗夫被捕并送往莫斯科，斯捷潘诺夫被任命为他的代理人，管理外贝加尔山脉，在那里留下了320人。斯捷潘诺夫一众缺乏粮食和木材，所以决定沿着黑龙江而下进入松花江，进入久切尔人的地区以获取这些必需品。斯捷潘诺夫未受到他们的抵抗，向他们征收牙萨克，并在这里建立房子过冬。
翌年夏，他们驶回松花江，另一支部队的50名哥萨克加入了他们。途中，他们遇到了由明安达礼率领的3000名满洲士兵。经过水战之后，斯捷潘诺夫获胜，但残存的满洲军队上岸并建造了防御工事。斯捷潘诺夫率领哥萨克进攻，但失败，沿河经黑龙江撤退，经过结雅河到达呼玛河口，当年在附近半毁的城堡卡莫拉城（Каморский острог，今黑龙江省呼玛县）过冬。
1655年，斯捷潘诺夫畏惧清军的进攻，开始重建卡莫拉城。同年3月13日，明安达理率领一万人围攻该城。具有人数绝对优势的清军数次进攻都被击退，但在4月3日摧毁了俄罗斯的船只。此后，斯捷潘诺夫派人向莫斯科送去其在满洲征收到的牙萨克。与此同时，由波雅尔Fyodor Pushchin率领的50名托木斯克哥萨克加入了斯捷潘诺夫的队伍，Pushchin曾在黑龙江河口与通古斯人作战。斯捷潘诺夫在此向丰饶的松花江进军。在更新了供给之后，斯捷潘诺夫一众向黑龙江下游尼夫赫人的领地驶去。他们在那里建立了据点，向土著人征收牙萨克，得到了紫貂、赤狐和银狐的皮毛。由于哥萨克的勒索，土著人变得贫穷，哥萨克不得不离开了这里。同时斯捷潘诺夫发现达斡尔人和久切尔人在顺治帝的命令下重新来到这里，从黑龙江来到牡丹江。虽然黑龙江流域几乎完全荒废，但松花江沿岸却是特殊的。增长的逃犯数量成为土著人和哥萨克掠夺对象。
1658年，斯捷潘诺夫作出了远征的准备，计划寻找更好的环境。6月30日，斯捷潘诺夫的远征队在松花江口遭遇由沙尔虎达率领的清军的包围，这支清军包含了1400名满洲和朝鲜的士兵，并配备有加农炮和钩铳。由于精疲力尽和士气低落，哥萨克无法抵抗清军的进攻。斯捷潘诺夫死去，一说在战斗中被杀，一说在试图穿越黑龙江的时候被淹死。清军释放了被哥萨克俘虏的一百多名久切尔女性俘虏。在远征队中，270名哥萨克失踪、222名逃脱。